# The Russia House
A Casa da Rússia  é um romance de espionagem de John le Carré publicado em 1989. O título refere-se ao apelido dado ao sector dos Serviços Secretos Britânicos dedicado a espionar a União Soviética. Foi adaptado para o cinema em 1990, num filme protagonizado por Sean Connery e Michelle Pfeiffer. A BBC produziu uma peça de rádio em 1994 com Tom Baker como Blair.

## Enredo
Katya Orlova, amiga e ex-amante de Dante, um famoso cientista soviético, tenta entregar um livro  do seu amigo a Bartholomew Blair, um editor inglês, para que este a publique no Ocidente.
A obra, que contém segredos militares que podem ser vitais para a defesa do Ocidente, é extraviada e fica na posse dos Serviços Secretos Britânicos. Estes, especialmente o sector conhecido como Casa da Rússia, pretendem que Blair se encontre com Katya para descobrir quem é o autor destas obras e se há veracidade nas informações.
Contudo, a aproximação de Katya com Blair, não só fisica mas também emocional, vai agitar com as instruções primeiramente dadas a Blair. 
No fim, Katya e a sua família prosseguem a sua vida em tranquilidade, Goethe (Dante), que tinha estado hospitalizado, é considerado morto, por causa natural, e Blair instala-se em Lisboa, onde tinha casa e recomeça a sua vida. 

## Ligações Externas
- A Casa da Rússia  IMDB